# Філіпе Фаріа
Філіпе Фаріа (порт. Felipe Faria, нар. 11 лютого 1982, Лісабон) — португальський письменник у жанрі фентезі.

## Біографія
Філіпе Фаріа відвідував Німецьку школу Лісабону.
Дебютував у літературі з твором «Хроніки Алларії».
У 2001 році він отримав премію імені Бранкінью да Фонсека, яку присуджують Фонд Калуста Гульбенкяна та газета Експрессу.
У 2002 році він отримав премію Матільди Рози Араухо за «Одкровення в літературі для дітей та юнацтва».